# Weltmarktführer
Als Weltmarktführer werden in der Wirtschaft Unternehmen bezeichnet, die als Marktführer auf einem bestimmten Teilmarkt oder Marktsegment des Weltmarktes agieren.

## Allgemeines
Der Weltmarkt ist ein Markt, der die gesamte Welt umfasst. Es ist ein gedachter, nicht zu lokalisierender Markt, auf dem Welthandelsgüter durch die Interdependenz der Binnenmärkte die Verflechtung zu einer Weltwirtschaft ermöglichen. Voraussetzung für einen Weltmarkt ist, dass Güter und Dienstleistungen durch internationalen Handel weltweit verfügbar sind und unter weitgehend homogenen Marktbedingungen gehandelt werden können. Der Weltmarkt ist ein wesentlicher Bestandteil der Weltwirtschaft.
Für ein Unternehmen bedeutet die erreichte Marktposition Weltmarktführer ein Alleinstellungsmerkmal und impliziert eine herausragende Leistungsfähigkeit und Marktposition im Wettbewerbsvergleich. Deswegen kommt es auch immer wieder zu gerichtlichen Auseinandersetzungen zwischen konkurrierenden Unternehmen bei der Rechtsfrage, ob ein Unternehmen behaupten darf, Weltmarktführer zu sein.

## Ermittlung
Bei einem Weltmarktführer kann vorausgesetzt werden, dass er gleichzeitig auch Marktführer auf dem heimischen Markt ist.
| Markt            | wirtschaftliche Ebene |
| ---------------- | --------------------- |
| nationaler Markt | Mikroebene            |
| Binnenmarkt      | Mesoebene             |
| Weltmarkt        | Makroebene            |

In Wirtschaftsstatistiken wird die höchste Aggregationsebene (Makroebene) gewählt, welche die Marktdaten der darunter liegenden Ebenen zusammenfasst. Ein Unternehmen oder multinationaler Konzern, die ihre Güter oder Dienstleistungen weltweit vertreiben, gelten dann als Weltmarktführer, wenn sie die höchsten Umsatzerlöse in einem Wirtschaftszweig auf sich vereinen.

## Statistiken
Schwankungen innerhalb der Reihenfolge können sich bei Umsatzerlösen in Fremdwährung durch Devisenkurse, bei Marktkapitalisierung durch Börsenkurse ergeben.
 Deutschland
Die zehn größten deutschen Weltmarktführer nach Umsatzerlösen sind laut „VNR Verlag für die Deutsche Wirtschaft“:
| Unternehmen         | Wirtschaftszweig         | Umsatzerlöse in Mrd. Euro |
| ------------------- | ------------------------ | ------------------------- |
| Volkswagen AG       | Automobilhersteller      | 222,90                    |
| Mercedes-Benz Group | Automobilhersteller      | 168,00                    |
| Allianz SE          | Versicherungsunternehmen | 148,50                    |
| Schwarz-Gruppe      | Lebensmitteleinzelhandel | 125,30                    |
| BMW                 | Automobilhersteller      | 112,40                    |
| Aldi                | Lebensmitteleinzelhandel | 106,30                    |
| Deutsche Post AG    | Kontraktlogistik         | 081,70                    |
| Robert Bosch GmbH   | Mischkonzern             | 078,80                    |
| BASF                | chemische Industrie      | 078,60                    |
| Siemens             | Mischkonzern             | 062,27                    |

Größter deutscher Weltmarktführer ist die Volkswagen AG. Die Tochtergesellschaft der Allianz SE, die Allianz Trade, ist Weltmarktführer für Exportkreditversicherungen.
 Schweiz und  Österreich
Aus der Schweiz und Österreich stammen folgende Weltmarktführer:
| Unternehmen     | Staat      | Wirtschaftszweig      | Umsatzerlöse in Mrd. Euro |
| --------------- | ---------- | --------------------- | ------------------------- |
| Nestlé          | Schweiz    | Lebensmittelindustrie | 89,47                     |
| Novartis        | Schweiz    | Pharmahersteller      | 49,41                     |
| Holcim          | Schweiz    | Baustoffhersteller    | 29,48                     |
| Liebherr        | Schweiz    | Mischkonzern          | 08,62                     |
| Swatch Group    | Schweiz    | Uhrenhersteller       | 08,45                     |
| Barry Callebaut | Schweiz    | Schokoladenhersteller | 06,24                     |
| Red Bull GmbH   | Österreich | Getränkeindustrie     | 06,03                     |
| Clariant        | Schweiz    | Spezialchemie         | 05,81                     |
| Givaudan        | Schweiz    | Aromen / Duftstoffe   | 04,40                     |
| D. Swarovski    | Österreich | Luxusgüter            | 03,5                      |

Weltweit
Nach der Marktkapitalisierung galten weltweit folgende Unternehmen 2022 als Weltmarktführer:
| Unternehmen                        | Staat              | Wirtschaftszweig         | Marktkapitalisierung in Mrd. US-Dollar |
| ---------------------------------- | ------------------ | ------------------------ | -------------------------------------- |
| Apple                              | Vereinigte Staaten | Technologieunternehmen   | 2.640,3                                |
| Saudi Aramco                       | Saudi-Arabien      | Mineralölunternehmen     | 2,292,1                                |
| Microsoft                          | Vereinigte Staaten | Technologieunternehmen   | 2.054,4                                |
| Alphabet Inc.                      | Vereinigte Staaten | Technologieunternehmen   | 1.581,7                                |
| Amazon                             | Vereinigte Staaten | Onlinehandel             | 1.468,4                                |
| Tesla, Inc.                        | Vereinigte Staaten | Automobilhersteller      | 1.038,7                                |
| Berkshire Hathaway                 | Vereinigte Staaten | Mischkonzern             | 0741,5                                 |
| Meta Platforms                     | Vereinigte Staaten | Technologieunternehmen   | 0499,9                                 |
| Taiwan Semiconductor Manufacturing | Taiwan             | Halbleiterhersteller     | 0494,6                                 |
| UnitedHealth                       | Vereinigte Staaten | Versicherungsunternehmen | 0490,2                                 |

Allein vier der zehn weltweit führenden Unternehmen stammen aus der Technologiebranche.
Produktebene
Hier eine Auswahl von Weltmarktführern auf Produktebene in alphabetischer Reihenfolge:
| Produkt | Herkunftsland Hersteller                 | Produktgruppe       |
| ------- | ---------------------------------------- | ------------------- |
| Logo    | Vereinigte Staaten Open Handset Alliance | Betriebssystem      |
|         | Deutschland Bayer AG                     | Analgetikum         |
|         | Vereinigte Staaten The Coca-Cola Company | Erfrischungsgetränk |
|         | Frankreich Moët & Chandon                | Champagner          |
|         | Schweiz Nestlé                           | löslicher Kaffee    |
|         | Deutschland Beiersdorf AG                | Hautpflegemittel    |
|         | Österreich Red Bull GmbH                 | Energydrink         |
|         | Schweiz Richemont                        | Luxusgüter          |
|         | Österreich D. Swarovski                  | Kristallglas        |

Das Betriebssystem Android besitzt einen Weltmarktanteil von 80 % bei Betriebssystemen von Smartphones.

## Wirtschaftliche Aspekte
Funktionierende Weltmärkte setzen Freihandel voraus, der zu einer hohen Faktormobilität (Arbeitsmobilität, Kapitalmobilität) führt. Mit einer Weltmarktführerschaft geht meist auch Preisführerschaft, Qualitätsführerschaft oder Kostenführerschaft einher; ein Marktführer ist in einem oder mehreren dieser Merkmale den Konkurrenten überlegen.
Die Vorstufe zum Weltmarktführer bilden die Hidden Champions, (noch) unbekannte mittelständische Unternehmen, die in ihrem Wirtschaftszweig oder bei einem speziellen Produkt (nationaler) Marktführer sind, auf einem Wachstumsmarkt oder Zukunftsmarkt agieren und dadurch zu weltweiter Bekanntheit aufsteigen können. Der Begriff wurde 1990 von Hermann Simon eingeführt. Ein solches Unternehmen ist beispielsweise die Kölner Igus als Weltmarktführer bei Kunststoffgleitlagern und Energieführungsketten.
Voraussetzung für die Weltmarktführerschaft ist auch, dass die Produkte/Dienstleistungen eine internationale Güternachfrage auslösen können und nicht nur regionalen Charakter haben. Die Positionierung „Weltmarktführer“ sollte deshalb nicht von Unternehmen verwendet werden, die Produkte herstellen, die überwiegend nur in einem Land abgesetzt werden wie schwäbische Maultaschen. Für dieses Produkt gibt es keinen Weltmarkt, da Maultaschen überwiegend in Deutschland nachgefragt werden. Die Bezeichnung „Weltmarktführer für schwäbische Maultaschen“ ist deswegen irreführend, da hiermit ein Weltmarkt definiert wird, den es de facto nicht gibt. Das gilt auch für Produkte, die aufgrund der Definition konkurrenzlos sind, wie „echter Thüringer Schiefer“ (mengenmäßig bedeutende Schieferlieferanten kommen z. B. aus Spanien und Frankreich).